# The Tortured Poets Department
The Tortured Poets Department is het elfde studioalbum van de Amerikaanse singer-songwriter Taylor Swift en is 19 april 2024 uitgebracht bij Republic Records. Swift kondigde het album aan tijdens de uitreiking van de 66e jaarlijkse Grammy Awards op 4 februari 2024.
Swift begon aan The Tortured Poets Department kort na het afronden van het Midnights album. Tijdens de uitgebreide wereldtournee The Eras Tour in 2023 en 2024 werkte ze verder aan het schrijven en opnemen van nummers. Acht nummers op het album schreef Swift samen met Jack Antonoff en vijf nummers schreef Swift samen met The National-frontman Aaron Dessner. Voor het album werkte Swift ook samen met de Amerikaanse zanger Post Malone en de Britse indierockband Florence and the Machine. 

## Achtergrond
Swift bracht op 21 oktober 2022 haar tiende studioalbum Midnights uit. Het jaar daarop bracht ze twee eerdere albums opnieuw uit als "Taylor's Version": Speak Now en 1989. 
Op 4 februari 2024, enkele uren voor de Grammy Awards-uitreiking, plaatste Swift een nieuwe profielfoto op social media. In eerste instantie werd gedacht dat dit een vooraankondiging was van de uitgaven van de Taylor's Version van haar zesde album, Reputation, uit 2017. 
Swift won de Grammy Award voor Best Pop Vocal Album en Album of the Year voor Midnights. In haar dankwoord voor de "Best Pop Vocal Album" onthulde ze dat ze gewerkt had aan een nieuw studioalbum, getiteld The Tortured Poets Department, en dat deze op 19 april uitgebracht zou worden.  Direct na aankondiging opende de voorverkoop voor het album. De 'deluxe edition' van de cd-versie was binnen twee uur uitverkocht. 

## Ontvangst
Het album werd door de muziekpers positief ontvangen. Vooral de persoonlijke teksten werden gewaardeerd. Het album kreeg vijf uit vijf sterren van onder meer Rolling Stone en The Independent.
De dag voor de release maakte streamingsdienst Spotify bekend dat The Tortured Poets Department het record gebroken heeft van vooraf meest opgeslagen album, een functionaliteit van de streamingsdienst waarbij gebruikers kunnen aangeven dat het album na uitgave automatisch aan hun bibliotheek wordt toegevoegd.

## Tracklijst
Het album is in verschillende formats uitgebracht. Op de streaminguitgave zullen zestien tracks staan, de reguliere uitgaven op cd en vinyl bevatten een zeventiende track. Tevens zijn er speciale versies uitgebracht met respectievelijk de nummers The Black Dog, The Albatross en The Bolter als zeventiende track.
Twee uur nadat het album op 19 april 2024 uitgebracht werd, bracht Swift onder de naam The Tortured Poets Department: The Anthology een dubbelalbum uit, tot verrassing van haar fans. Vergeleken met de reguliere uitgave heeft dit album 15 extra nummers.
| 1.                 | Fortnight (feat. Post Malone)               | Taylor Swift, Jack Antonoff, Post Malone | 3:49 |
| 2.                 | The Tortured Poets Department               | Taylor Swift, Jack Antanoff              | 4:54 |
| 3.                 | My Boy Only Breaks His Favorite Toys        | Taylor Swift                             | 3:24 |
| 4.                 | Down Bad                                    | Taylor Swift, Jack Antanoff              | 4:22 |
| 5.                 | So Long, London                             | Taylor Swift, Aaron Dessner              | 4:23 |
| 6.                 | But Daddy I Love Him                        | Taylor Swift, Aaron Dessner              | 5:41 |
| 7.                 | Fresh Out the Slammer                       | Taylor Swift, Jack Antanoff              | 3:31 |
| 8.                 | Florida!!! (feat. Florence and the Machine) | Taylor Swift, Florence Welch             | 3:36 |
| 9.                 | Guilty as Sin?                              | Taylor Swift, Jack Antanoff              | 4:15 |
| 10.                | Who's Afraid of Little Old Me?              | Taylor Swift                             | 5:35 |
| 11.                | I Can Fix Him (No Really I Can)             | Taylor Swift, Jack Antanoff              | 2:37 |
| 12.                | loml                                        | Taylor Swift, Aaron Dessner              | 4:38 |
| 13.                | I Can Do It with a Broken Heart             | Taylor Swift, Jack Antanoff              | 3:39 |
| 14.                | The Smallest Man Who Ever Lived             | Taylor Swift, Aaron Dessner              | 4:06 |
| 15.                | The Alchemy                                 | Taylor Swift, Jack Antanoff              | 3:17 |
| 16.                | Clara Bow                                   | Aaron Dessner                            | 3:37 |
| Totale duur: 65:08 |                                             |                                          |      |

| 17.                 | The Black Dog                    | Taylor Swift                               | 3:58 |
| 18.                 | Imgonnagetyouback                | Taylor Swift, Jack Antonoff                | 3:42 |
| 19.                 | The Albatross                    | Taylor Swift, Aaron Dessner                | 3:03 |
| 20.                 | Chloe or Sam or Sophia or Marcus | Taylor Swift, Aaron Dessner                | 3:33 |
| 21.                 | How Did It End?                  | Taylor Swift, Aaron Dessner                | 3:58 |
| 22.                 | So High School                   | Taylor Swift, Aaron Dessner                | 3:48 |
| 23.                 | I Hate It Here                   | Taylor Swift, Aaron Dessner                | 4:03 |
| 24.                 | Thank You Aimee                  | Taylor Swift, Aaron Dessner                | 4:23 |
| 25.                 | I Look in People's Windows       | Taylor Swift, Jack Antonoff, Patrik Berger | 2:11 |
| 26.                 | The Prophecy                     | Taylor Swift, Aaron Dessner                | 4:09 |
| 27.                 | Cassandra                        | Taylor Swift, Aaron Dessner                | 4:00 |
| 28.                 | Peter                            | Taylor Swift                               | 4:43 |
| 29.                 | The Bolter                       | Taylor Swift, Aaron Dessner                | 3:58 |
| 30.                 | Robin                            | Taylor Swift, Aaron Dessner                | 4:00 |
| 31.                 | The Manuscript                   | Swift                                      | 3:44 |
| Totale duur: 122:21 |                                  |                                            |      |

| 17.                | The Manuscript (alleen op cd/vinyl-uitgave) | Taylor Swift | 3:44 |
| Totale duur: 68:52 |                                             |              |      |

| 17.                | The Bolter (alleen op 'The Bolter edition') | Taylor Swift, Aaron Dessner | 3:58 |
| Totale duur: 69:06 |                                             |                             |      |

| 17.                | The Albatross (alleen op 'The Albatross edition') | Taylor Swift, Aaron Dessner | 3:03 |
| Totale duur: 68:11 |                                                   |                             |      |

| 17.                | The Black Dog (alleen op 'The Black Dog edition') | Taylor Swift | 3:58 |
| Totale duur: 69:06 |                                                   |              |      |